# Halticotoma valida
Halticotoma valida är en insektsart som beskrevs av Townsend 1892. Halticotoma valida ingår i släktet Halticotoma och familjen ängsskinnbaggar. Inga underarter finns listade i Catalogue of Life.